# 荒木高伸
荒木 高伸（あらき たかのぶ、1948年1月30日 - ）は、日本の経営者。名古屋テレビ放送社長を務めた。

## 経歴
東京都出身。1972年に東京大学文学部を卒業し、朝日新聞社に入社。西部本社編集局長、取締役などを歴任した。2008年に名古屋テレビ放送の監査役に就任し、副社長を経て、2010年1月から2014年6月までに社長を務めた。テレビ朝日の取締役も務めた。
2012年から2014年までに日本民間放送連盟副会長を務めた。